# Dombi Mihály
Dombi Mihály (Mindszent, 1756. március 3. – Debrecen, 1828. április 16.) piarista rendi pap.

## Élete
1776. november 14. Privigyén lépett a rendbe; tanított Tatán (1779.), Nyitrán (1780–1781.), Kecskeméten (1782.); a hittudományokat tanulta Kalocsán (1784.), Budán (1785.) és Egerben (1786.); azután tanár volt Máramarosszigeten (1787–1791. 1793.), Nagykárolyban (1792.); magyar hitszónok Nagykárolyban (1794–1798. és 1811-ben), Debrecenben (1799.), Kalocsán (1800.); ismét tanár Máramarosszigeten (1801–1803.), Kalocsán (1804.), Szegeden (1805.), Sátoraljaújhelyen (1806.), Debrecenben (1807.), Vácon (1808-1810.), tanár és vicerector Sátoraljaújhelyen (1812–1817.) és Debrecenben (1818-tól)

## Munkái
- T. és n. é. Tokody György úrhoz, midőn Nagy-Károlyban, 1792-ben gondja alá bízott iskoláit meglátogatta, kisasszony havának 15. napján. Nagy-Károly
- Egyházi beszéd, melyet Nyír-Vasváriban a szent keresztnek szokott egyházi szertartással lett fel-állítása alkalmatosságával mondott… 1797. eszt. Sz. György hava 19. napján. Kassa